# ヘルベルト・ミューラー

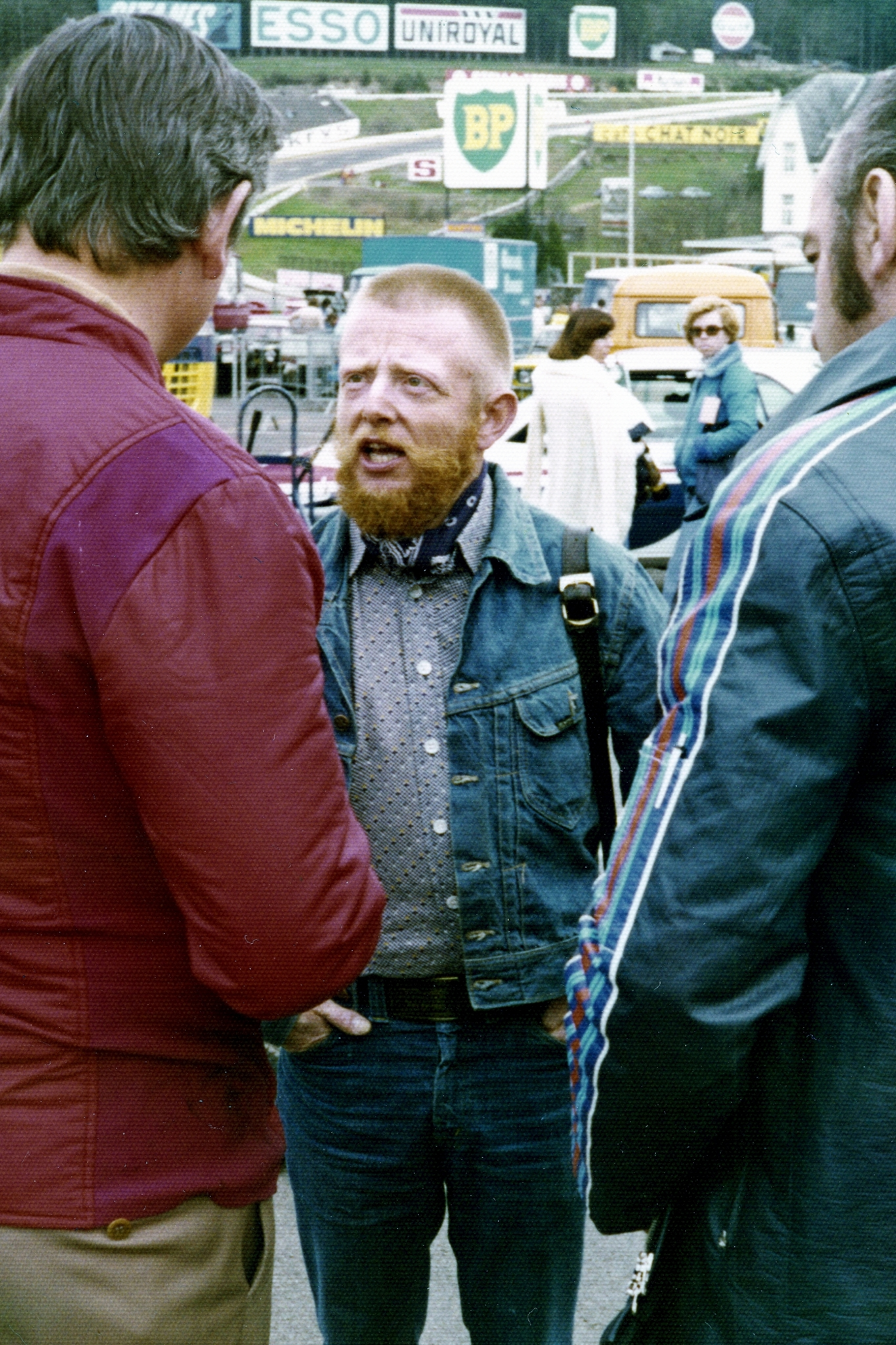
スパ・フランコルシャンでのミューラー（中、1970年代半ば）

ヘルベルト・ミューラー・レブマン（Herbert Müller Rebmann 、1940年5月11日 - 1981年5月24日）は、スイスのレーシングドライバー。おもにスポーツカーの耐久レースに出場した。愛称は「Stumpen-Herbie 」。

## 来歴・人物

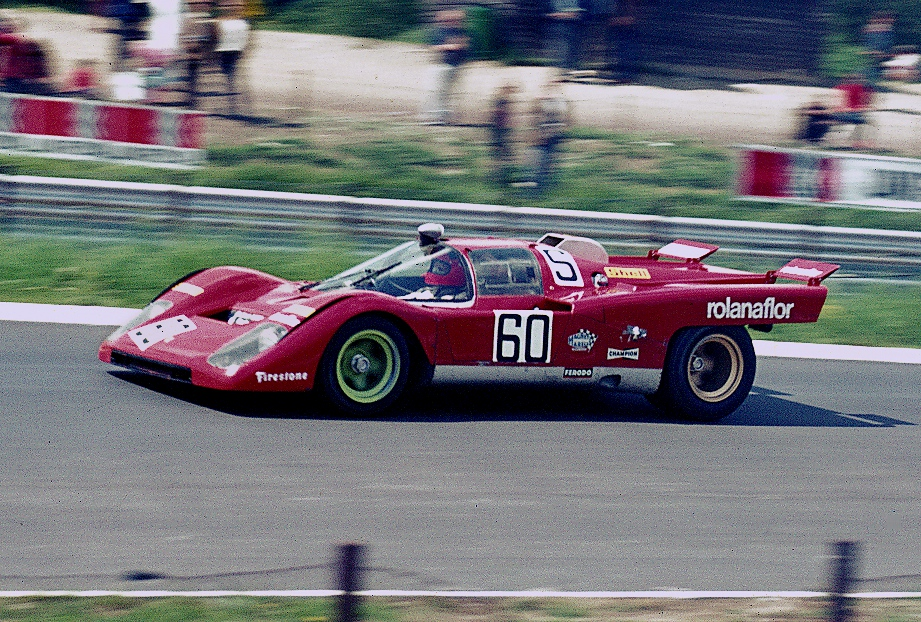
フェラーリ・512Mをドライブするミューラー（1971年）

アールガウ州ライナッハ出身。父親はメッキ工場を経営。1959年にオートバイレースでレースキャリアをスタートさせ、1961年に活動の場をヒルクライムへ移す（1962年とも）。
1963年に地元スイスのレーシングチーム、スクーデリア・フィリピネッティに加入。この年ポーで開催された非選手権F1レースに出走して5位に入賞する。1970年まで在籍したのち、1971年からはポルシェのワークスチームに加入、それと並行して自らのチームを結成してレースに出場する。
1966年と1973年のタルガ・フローリオで優勝、1971年と1974年のル・マン24時間レースで総合2位を獲得
。大排気量スポーツカーレースのインターセリエでは1974年から1976年まで3年連続のチャンピオンとなった。
1981年5月24日に開催されたニュルブルクリンク1000kmにジークフリート・ブルンと組んでポルシェ・908で出場。決勝レース中、ブルンと交代して6周目に入っていたミューラーの908は高速コーナー、ケッセルヒェンに差し掛かった際、同地点に降っていた雨によりマシンのコントロールを失いコースアウト。その際1周目にリタイヤしてそのまま放置されていたボビー・レイホールのポルシェ・935に衝突し、908は激しく炎上。ミューラーはマシンの中で即死した。41歳没。

## レース戦績

### ル・マン24時間レース
| 年     | チーム                                                | No | コ・ドライバー                                    | 車両                         | クラス    | 周回 | 順位 | クラス 順位 | 出典   |
| ------ | ----------------------------------------------------- | -- | ------------------------------------------------- | ---------------------------- | --------- | ---- | ---- | ----------- | ------ |
| 1964年 | スクデリア・フィリピネッティ                          | 35 | クロード・サージュ                                | ポルシェ・904/4GTS           | GT 2.0    | 309  | 11位 | 4位         | [ 10 ] |
| 1965年 | スクーデリア・フィリピネッティ シェルビー・アメリカン | 6  | ロニー・バックナム                                | フォード・GT40               | P5.0      | 29   | DNF  | DNF         | [ 11 ] |
| 1966年 | スクーデリア・フィリピネッティ                        | 19 | ウィリー・メレス                                  | フェラーリ・365P2/P3         | P5.0      | 166  | DNF  | DNF         | [ 12 ] |
| 1967年 | スクーデリア・フィリピネッティ                        | 22 | ジャン・グーシェ                                  | フェラーリ・412P             | P5.0      | 88   | DNF  | DNF         | [ 13 ] |
| 1968年 | スクーデリア・フィリピネッティ                        | 20 | ジョナサン・ウィリアムズ                          | フェラーリ・250LM            | S5.0      | 212  | DNF  | DNF         | [ 14 ] |
| 1969年 | エキップ・マトラ・エルフ                              | 34 | ジョニー・セルボ＝ギャバン                        | マトラ・MS630/650            | P3.0      | 158  | DNF  | DNF         | [ 15 ] |
| 1970年 | スクーデリア・フィリピネッティ                        | 14 | マイク・パークス                                  | フェラーリ・512S             | S5.0      | 37   | DNF  | DNF         | [ 16 ] |
| 1971年 | JWオートモーティヴ・エンジニアリング                  | 19 | リチャード・アトウッド                            | ポルシェ・917K               | S5.0      | 395  | 2位  | 2位         | [ 6 ]  |
| 1972年 | エスクデリア・モンジュイック                          | 31 | コックス・コシェ                                  | デ・トマソ・パンテーラ       | GT +5.0   | 36   | DNF  | DNF         | [ 17 ] |
| 1973年 | マルティーニ・レーシングチーム                        | 46 | ジィズ・ヴァン・レネップ                          | ポルシェ・911カレラRSR       | S3.0      | 328  | 4位  | 4位         | [ 18 ] |
| 1974年 | マルティーニ・レーシングチーム                        | 22 | ジィズ・ヴァン・レネップ                          | ポルシェ・911カレラRSRターボ | S3.0      | 331  | 2位  | 2位         | [ 7 ]  |
| 1978年 | ハーバート メカリロス-セジェコル レーシング チーム    | 48 | クロード・アルディ ニコ（ニック・マクレンジャー） | ポルシェ・935/76             | Gr.5 +2.0 | 140  | DNF  | DNF         | [ 19 ] |
| 1979年 | ルブリフィルム レーシング チーム                      | 82 | アンジェロ・パラヴィチーニ マルコ・ヴァノーリ     | ポルシェ・934                | GT +3.0   | 296  | 4位  | 1位         | [ 20 ] |